# Čest kapitánů
Čest kapitánů je kniha, jejíž autory jsou David a Daniel Dvorkinovi a náleží literatuře žánru science-fiction z fiktivního světa Star Trek. Svými postavami i dějem náleží k televiznímu seriálu Star Trek: Nová generace. Anglický originál knihy, z něhož byl pořízen český překlad, vyšel původně pod názvem Star Trek - The Next Generation - The Captains Honor a pochází z roku 1989.

## Obsah
Místem děje celého TV seriálu i navazujících knih je kosmická loď Enterprise cestující vesmírem v 24. století. Na její palubě žije tisíc lidí. Kapitánem lodi je Jean-Luc Picard, pomáhají mu na velitelském můstku první důstojník William Riker, android Dat, lodní poradkyně Deanna Troi, slepý poručík šéfinženýr Georgi La Forge, šéf bezpečnosti Worf z Klingonu.
Příběh se odehrává krátce po smrti Taši Jarové v epizodě Slupka všeho zla a týká se jej TV epizoda Chléb a hry
V tomto příběhu se jedná o ochranu planety Tenora před nájezdy M´docké říše, postižené hladomorem. U planety se setkávají u společné mise dvě lodě Federace planet - Enterprise a Centurion, který krátce předtím bravurně zničil daleko silnější loď Restoration z M´docké říše. Na palubě Centurionu je kapitánem Lucius Sejanus a vše se zde podřizuje životnímu stylu dávné pozemské říše Římanů. Kapitáni se neshodují v posouzení nutnosti militarizace naprosto mírumilovné civilizace planety Tenora.  Postupem času se čtenář dozvídá, že Sejanus chce doplnit stavy svého vojska bez ohledu na Enterprise i názory vedení planety. Obě lodě se dostanou i do vzájemné šarvátky a Centurion poté zmizí kdesi ve vesmíru.

## České vydání knihy
Do češtiny knihu přeložil Radim Rouče a téhož roku 2003 ji vydalo nakladatelství Laser-books z Plzně . Je to drobná brožura s tmavou obálkou, na titulní straně mimo titulek označená číslicí 8 (osmá v číslované řadě) a doplněná portréty Picarda a Sejanuse. Stála 99 Kč.